# موش گوزنی غربی
موش گوزنی غربی یا موش‌گوزن غربی (نام علمی: Peromyscus sonoriensis) جوندهای بومی آمریکای شمالی است. این گونه در سراسر نیمه غربی قاره، عمدتاً در مناطق غرب رودخانه می‌سی‌سی‌پی گسترده است.